# Observatoire des inégalités
L’Observatoire des inégalités est une association française dont l'objectif est de dresser un état des lieux chiffré des inégalités en France et dans le monde et d'apporter des éléments d'analyse. Il est fondé à Tours en 2003 par Louis Maurin, Serge Monnin et Patrick Savidan.
Indépendant de toute organisation syndicale, politique, ou religieuse, l'Observatoire des Inégalités s'appuie sur un comité scientifique composé d’économistes, sociologues, philosophes, juristes, etc. Ce comité, présidé par Patrick Savidan, réunit notamment Denis Clerc, Marie Duru-Bellat, Éric Maurin, Dominique Méda et Monique Pinçon-Charlot.
Le président de l'association est Éric Peigné et son directeur Louis Maurin. L'Observatoire des inégalités a son siège à Tours et dispose d'antennes à Paris et à Nantes.

## Historique
L'Observatoire des inégalités est fondé en 2003 dans la ville de Tours, dans le quartier du Sanitas où il siège. Il est notamment créé en réaction au « choc du 21 avril 2002 » à l'arrivée de Jean-Marie Le Pen au second tour de l'élection présidentielle, qui traduit selon le directeur de l'association un mal-être et un décalage entre le discours médiatique dominant et la réalité. L'Observatoire des inégalités compte cinq salariés en 2020.
L’organisme se veut indépendant et a notamment recours au financement participatif pour éditer des ouvrages. Tous les deux ans, il publie le Rapport sur les inégalités en France, qui dresse un état des lieux des inégalités en matière de revenus, d'éducation, de travail et de conditions de vie.
En 2017, l'observatoire diffuse une vidéo qui devient populaire sur internet, avec plus de vingt-six millions de vues. On y voit des enfants jouant à une version du Monopoly dont les règles ont été changées pour traduire les inégalités de la société française. Une boite à outils pédagogique, lancée en janvier 2022, propose aux enseignants et éducateurs d'animer une séquence de sensibilisation aux inégalités et aux discriminations en utilisant le jeu pédagogique du « Monopoly des inégalités ».
Le Rapport sur la pauvreté en France parait pour la première fois en novembre 2018. La deuxième édition est publiée en 2020 et comporte un chapitre consacré à la situation des jeunes précaires.
En 2019, l'observatoire met en ligne un web-documentaire intitulé Liberté, Inégalités ?, Fraternité, en partenariat avec Réseau Canopé et le magazine Alternatives économiques. Constitué de 21 témoignages vidéo de jeunes sur leur parcours, accompagnés de chiffres clés, de paroles d'experts, de textes explicatifs et de pistes d'actions, cet outil permet d'aborder la question des inégalités et des discriminations.
En 2020 parait le premier Rapport sur les riches en France. Il propose de fixer le seuil de richesse au double du niveau de vie médian.
En 2022, l'Observatoire des inégalités met en ligne le site discrimination.fr pour donner accès à un état des lieux chiffré des discriminations en France, Ce site apporte également des explications sur ce que sont les discriminations et sur leur mesure.
En 2025 l'Observatoire publie une carte en 3D permettant de visualiser le degré de pauvreté en France (nombre de ménages pauvres sur le territoire) avec un degré de détail sans précédent (la couleur montre la part de ménages pauvres, et le « relief » montre le nombre de ménages pauvres. Cette carte montre ou confirme qu'en général, la majorité des ménages pauvres vivent dans les villes et leurs banlieues, confirmant l'importance de continuer à agir dans ces zones urbaines, et d'amplifier ces actions pour lutter contre la pauvreté.

## Travaux
L'Observatoire des inégalités dresse un état des lieux des inégalités dans tous les domaines : revenus, patrimoine, éducation, emploi, conditions de travail, logement, santé, etc.
Le site de l'Observatoire des inégalités met à disposition un comparateur qui permet de se situer sur l'échelle des salaires.

### Seuil de richesse
L'organisme utilise le plus souvent le seuil de pauvreté fixé à 50 % du niveau de vie médian, soit environ 900 euros en 2020. Il préconise symétriquement de fixer le seuil de richesse au double du niveau de vie médian, soit 3 470 euros après impôts et prestations sociales, pour une personne seule. En juin 2022, ce seuil passe à 3.673 euros. Selon son premier Rapport sur les riches en France, 5,1 millions de personnes, se situent au-dessus de ce seuil (donnée 2017), soit 8,2 % de la population.

### Publications
- Rapport sur les inégalités en France[15], édition 2023, sous la direction d'Anne Brunner et Louis Maurin, Observatoire des inégalités, juin 2023.
- Rapport sur la pauvreté en France, édition 2022, sous la direction d'Anne Brunner et Louis Maurin, Observatoire des inégalités, novembre 2022.
- Rapport sur les riches en France, édition 2022, sous la direction d'Anne Brunner et Louis Maurin, Observatoire des inégalités, juin 2022.
- Réduire les inégalités, c'est possible ! 30 experts s'engagent[16], sous la direction d'Anne Brunner et Louis Maurin, Observatoire des inégalités, novembre 2021.
- Rapport sur les inégalités en France, édition 2021[17], sous la direction d'Anne Brunner et Louis Maurin, Observatoire des inégalités, juin 2021.
- Rapport sur la pauvreté en France, édition 2020-2021[18], sous la direction d’Anne Brunner et Louis Maurin, Observatoire des inégalités, novembre 2020.
- Rapport sur les riches en France[19], sous la direction d'Anne Brunner et Louis Maurin, Observatoire des inégalités, juin 2020.
- Rapport sur les inégalités en France, édition 2019[20], sous la direction d'Anne Brunner et Louis Maurin, Observatoire des inégalités, juin 2019.
- Rapport sur la pauvreté en France, première édition[21], Observatoire des inégalités et Compas, sous la direction de Louis Maurin, Observatoire des inégalités, octobre 2018.
- Comprendre les inégalités[22], Louis Maurin, Observatoire des inégalités, juin 2018.
- Les inégalités expliquées aux jeunes[23], sous la direction de Nina Schmidt, Observatoire des inégalités, avril 2018.
- Rapport sur les inégalités en France, édition 2017[24], sous la direction d'Anne Brunner et Louis Maurin, Observatoire des inégalités, juin 2017.
- Que faire contre les inégalités ? 30 experts s'engagent, sous la direction de Louis Maurin et Nina Schmidt, Observatoire des inégalités, juin 2016.
- Rapport sur les inégalités en France, édition 2015, sous la direction de Louis Maurin et Valérie Schneider, Observatoire des inégalités, juin 2015.

- « Les inégalités en France », Alternatives Économiques Hors-série Poche n° 56, septembre 2012.
- « Les inégalités en France », Alternatives Économiques Hors-série Poche n° 43, Mars 2010.
- L’état des inégalités en France 2009, éd. Belin, novembre 2008.
- L’état des inégalités en France 2007, Ed Belin, octobre 2006.

### Propositions
Noam Leandri et Louis Maurin, alors président et directeur de l'Observatoire des inégalités, proposent la création d'un « revenu minimum unique », pour garantir, dès 18 ans, un revenu minimum équivalent au seuil de pauvreté de 50 % du niveau de vie médian.